# Campionati europei di skeleton 1981
I Campionati europei di skeleton 1981, prima edizione della manifestazione organizzata dalla Federazione Internazionale di Bob e Skeleton, si sono tenuti a Igls, in Austria, sulla Kunsteisbahn Bob-Rodel Igls, il tracciato sul quale si svolsero le competizioni del bob e dello slittino ai Giochi di Innsbruck 1976.

## Risultati

### Skeleton uomini
| Pos. | Atleti          | Nazione |
| ---- | --------------- | ------- |
|      | Gert Elsässer   | Austria |
|      | Christian Mark  | Austria |
|      | Antonio Morelli | Italia  |

## Medagliere
| Pos.   | Paese   | Oro | Argento | Bronzo | Totale |
| ------ | ------- | --- | ------- | ------ | ------ |
| 1      | Austria | 1   | 1       | 0      | 2      |
| 2      | Italia  | 0   | 0       | 1      | 1      |
| Totale | Totale  | 1   | 1       | 1      | 3      |